# موک
موک، روستایی از توابع بخش اناج شهرستان اراک در استان مرکزی ایران است.

## جمعیت
این روستا در دهستان اناج قرار دارد و براساس سرشماری مرکز آمار ایران در سال ۱۳۸۵، جمعیت آن ۱۱۲ نفر (۲۵خانوار) بوده‌است.